# Стварање
Стварање или постање (лат. креација) је филозофско и теолошко учење према којем је свет створен од Бога (Творца) или више божанстава. На основу овог концепта настали су појмови као што су ствар, створ и створење. Доктрина која се темељи на стварању назива се креационизам. Супротно је еволуционизам, према којем је свет настао лаганим еволутивним развојем.
| „                     | Ја говорим да си ти, Господе, творац сваке ствари и бића, па ако се под „небом“ и „земљом“ подразумева оно последње, без оклевања кажем; „Пре него је саздао небо и земљу, Бог није радио ништа ... Ако би се неки површан дух, лутајући кроз слике о протеклим временима, зачудио над тим да си се ти, свемогући Бог, који је саздао и обухвата свемир, творац неба и земље, уздржао од рада за безброј векова, пре него што си се латио огромног посла, нека се тргне тај дух из свог сна и схвати већ да је његово ћутање лажно. Јер како је могло да протекне толико векова, кад их ти, творац њихов ниси био саздао још? Како би време могло имати места ако га ниси установио ти или, како би оно истекло ако није постојало дотле? ... Не, ти ниси у времену претходио времену јер иначе не би долазио пре свих времена. Претходиш ти прошлим временима, свом оном висином вечности твоје, увек присутне, као што владаш, једнако, временима која ће доћи. | ” |
| — Августин, Исповести | |   |

У неоплатонизму, Божанско стварање је непрестано створитељно преливања бића на небеске праслике, односно непрестано обнављање света сваким новим божанским дахом.